# Fausta Donati de Conti
Fausta Donati de Conti   (Crema, 1909 - 2001) fou una poetessa llombarda. S'emparentà amb l'escriptor i autor d'òperes Federico Pesadori i visqueren a Crema.
Escriví el llibre de poesia Estàt a le Casèle, un poemari de 158 pàgines escrites en llombard